# Ramonville-Saint-Agne
Ramonville-Saint-Agne ist eine französische Gemeinde mit 15.172 Einwohnern (Stand 1. Januar 2022) im Département Haute-Garonne in der Region Okzitanien. Sie gehört zum Arrondissement Toulouse sowie zum Kanton Toulouse-9.

## Geographie
Die Gemeinde liegt im Ballungszentrum südöstlich von Toulouse. Nachbargemeinden sind:
- Labège im Osten,
- Auzeville-Tolosane im Süden,
- Vieille-Toulouse im Südwesten und
- Toulouse im Westen und Norden.

Quer durch das Gemeindegebiet verläuft der Canal du Midi, der hier den Jachthafen Port Sud anbietet. An der östlichen Gemeindegrenze strebt der Fluss Hers der Garonne zu.

### Verkehrsanbindung
Ramonville-Saint-Agne ist verkehrstechnisch großstädtisch erschlossen, als Hauptverkehrsader durchquert die Départementsstraße D813 das Gemeindegebiet. An der östlichen Gemeindegrenze verläuft die Autobahn A61, von der hier die Abzweigung der Autobahn A620 beginnt.

## Bevölkerungsentwicklung
| Jahr                      | 1968 | 1975 | 1982   | 1990   | 1999   | 2006   | 2017   |
| Einwohner                 | 2214 | 8699 | 10.561 | 11.834 | 11.696 | 11.738 | 14.338 |
| Quelle: Cassini und INSEE |      |      |        |        |        |        |        |

## Sehenswürdigkeiten
Siehe auch: Liste der Monuments historiques in Ramonville-Saint-Agne
- Pigeonnier de la Comtesse, Taubenhaus aus dem 16. Jahrhundert – Monument historique[1]

## Persönlichkeiten
- Pierre Cohen (* 1950), Politiker
- Gaston Salvayre (1847–1916), Komponist

## Städtepartnerschaften
Partnerstädte von Ramonville-Saint-Agne sind Karben in Deutschland und Zuera in Spanien.